# تاریخ سن دیگو

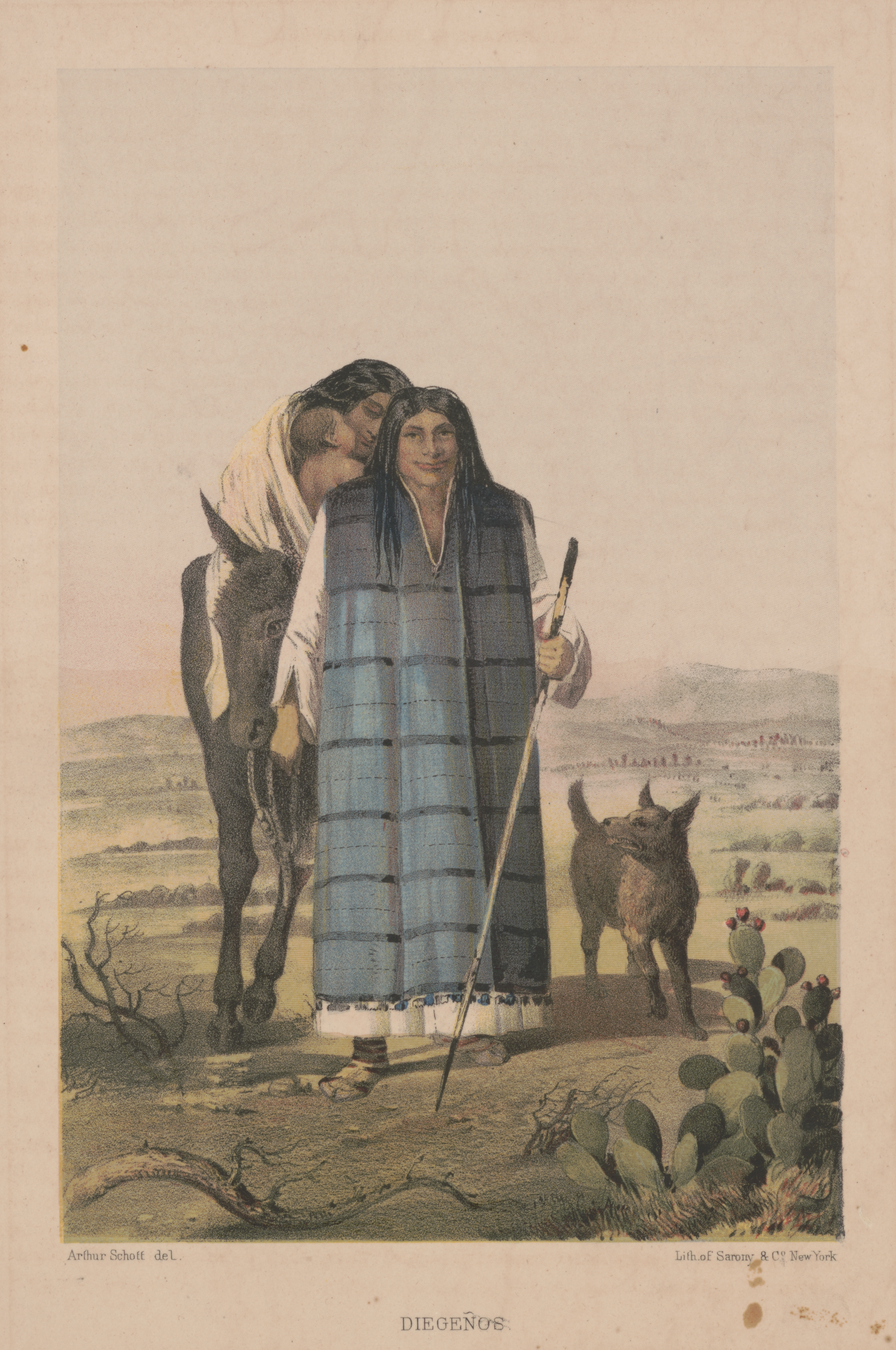
نقاشی از بومیان سن دیگو

سن دیگو اولین جایی در کالیفرنیا بود که اروپایی‌ها در آن زندگی کردند. به همین دلیل، بعضی‌ها سن دیگو را «زادگاه کالیفرنیا» می‌نامند. در سال ۱۵۴۲، یک کاشف اروپایی به نام خوان رودریگز کابریو، خلیج سن دیگو را پیدا کرد. این حدود ۲۰۰ سال قبل از زمانی بود که اروپایی‌های دیگر به آنجا آمدند. اما خیلی قبل‌تر از آن، مردم بومی آمریکا به نام کوم‌یای (Kumeyaay) حدود ۱۲٬۰۰۰ سال در آن منطقه زندگی می‌کردند. در سال ۱۷۶۹، اسپانیایی‌ها یک قلعه و یک کلیسای مذهبی در سن دیگو ساختند. بعداً این منطقه بخشی از کشور مکزیک شد.
در سال ۱۸۴۸، سن دیگو بخشی از ایالات متحده شد. دو سال بعد، در سال ۱۸۵۰، زمانی که کالیفرنیا یک ایالت شد، سن دیگو مرکز شهرستان سن دیگو گردید. در ابتدا، سن دیگو شهری کوچک بود. اما بعد از سال ۱۸۸۰، به سرعت رشد کرد، به‌خاطر ساخت‌وسازها و پایگاه‌های نظامی جدید. در طول جنگ جهانی دوم و پس از آن، سن دیگو خیلی سریع رشد کرد. تاجران و سرمایه‌گذاران پایه‌های اقتصادی آن را ساختند. امروزه، اقتصاد سن دیگو بر پایهٔ ارتش، صنایع دفاعی، علوم زیستی، گردشگری، تجارت بین‌المللی و تولیدات کارخانه‌ای استوار است.
سن دیگو هشتمین شهر بزرگ آمریکا است و مرکز منطقهٔ بزرگ‌تری به نام کلان‌شهر سن دیگو است.
در دهه ۱۹۳۰ و اوایل دهه ۱۹۴۰، منطقه اطراف خیابان پنجم و آیلند شاهد تجمع کسب‌وکارهای آسیایی آمریکایی بود، به ویژه از جوامع چینی، ژاپنی و فیلیپینی آمریکایی. این کسب‌وکارها، به ویژه کسب‌وکارهای چینی آمریکایی، از اوایل دهه ۱۸۶۰ جایگاهی در مرکز شهر داشتند. در اواخر قرن بیستم، این منطقه به عنوان محله تاریخی موضوعی آسیای پاسیفیک شناخته شد.